# Stade Vincenzo-Presti
Le stade Vincenzo-Presti (en italien : Stadio Vincenzo Presti), est un stade de football italien situé dans la ville de Gela, en Sicile.
Le stade, doté de 4 200 places et inauguré dans les années 1950, sert d'enceinte à domicile à l'équipe de football du Gela Calcio.

## Histoire
Le stade, surnommé Giardinelli (du nom du quartier dans lequel il est situé), est à l'angle de la Via Venezia (artère principale de la ville) et de la Via Niscemi, et porte le nom d'un athlète local de la ville, Vincenzo Presti.
À partir de 1994, le stade devient le nouveau domicile du principal club de la ville, le Gela Calcio, nouvellement créé.
Le 28 juillet 2012, le stade accueille la dernière date de la tournée L'amore è una cosa semplice du chanteur italien Tiziano Ferro, le tout devant 5 700 spectateurs venus de toute la Sicile.